# Messageries Maritimes
A Compagnie des Messageries Maritimes, comumente apelidada de MesMar, foi uma empresa francesa de transporte marítimo que operou desde a metade do século XIX até a segunda metade do século XX. Ela foi fundada em 1851 por Albert Rostand e Ernest Simons sob o nome de Messageries Nationales, depois sendo renomeada para Messageries Impériales até 1871. A MesMar operou diversas embarcações durante toda sua história, incluindo navios de passageiros, postais e de carga. A companhia encerrou suas operações em 1977, quando fundiu-se com a Compagnie Générale Transatlantique a fim de criar a Compagnie Générale Maritime, empresa dedicada exclusivamente ao transporte marítimo de cargas.